# Lucy Wills
Lucy Wills (10 de maio de 1888 - 26 de abril de 1964) foi uma hematologista e pesquisadora médica inglesa. Ela conduziu pesquisas na Índia no final da década de 1920 e início da década de 1930 sobre a anemia macrocítica da gravidez, uma doença caracterizada por glóbulos vermelhos aumentados e que apresenta risco de vida.
Mulheres grávidas nos trópicos com dietas inadequadas são particularmente suscetíveis. Wills descobriu um fator nutricional na levedura que previne e cura esse distúrbio. Posteriormente, foi demonstrado que esse componente, denominado 'Fator de Wills', é o folato, a forma natural do ácido fólico.

## Carreira profissional
Em 1928, Wills começou seu trabalho de pesquisa seminal na Índia sobre anemia macrocítica na gravidez, uma condição em que os glóbulos vermelhos são maiores do que o normal. Isso foi prevalente de forma severa entre as mulheres mais pobres com deficiências alimentares, particularmente aquelas na indústria têxtil. A Dra. Margaret Balfour, do Serviço Médico Indiano, a convidou para participar do Inquérito sobre Mortalidade Materna pela Associação do Fundo de Pesquisa Indiano no Instituto Haffkine em Bombaim, hoje Mumbai.

### Anemia da gravidez
Wills observou uma correlação entre os hábitos alimentares de diferentes classes de mulheres de Bombaim e a probabilidade de ficarem anêmicas durante a gravidez. As mulheres muçulmanas pobres eram aquelas com dietas mais deficientes e maior suscetibilidade à anemia.
Essa anemia era então conhecida como 'anemia perniciosa da gravidez'. No entanto, Wills conseguiu demonstrar que a anemia observada por ela era diferente da verdadeira anemia perniciosa, pois os pacientes não tinham acloridria, uma incapacidade de produzir ácido gástrico. Além disso, embora os pacientes respondessem aos extratos brutos do fígado, eles não responderam aos extratos "puros" do fígado (vitamina B 12 ), que comprovadamente tratam a verdadeira anemia perniciosa. Ela postulou que deve ter havido outro fator nutricional responsável por essa anemia macrocítica além da deficiência de vitamina B 12. Por alguns anos, esse fator nutricional ficou conhecido como 'Fator Wills'; na década de 1940 foi demonstrado ser o folato, cuja forma sintética é o ácido fólico.
De volta a Bombaim, Wills conduziu testes clínicos em pacientes com anemia macrocítica e estabeleceu experimentalmente que esse tipo de anemia poderia ser prevenido e curado por extratos de levedura, dos quais a fonte mais barata era Marmite.

## Reconhecimento popular
Em 10 de maio de 2019, o 131º aniversário de seu nascimento, o site de pesquisa Google comemorou Wills com um Doodle, exibido na América do Norte, partes da América do Sul e Europa, Israel, Índia e Nova Zelândia. O texto que acompanhava afirmava: "O Doodle de hoje celebra a hematologista inglesa Lucy Wills, a pesquisadora médica pioneira cuja análise da anemia pré-natal mudou a face do cuidado pré-natal preventivo para mulheres em todos os lugares."